# یواس‌اس شمراک (۱۸۶۳)
یواس‌اس شمراک  (۱۸۶۳) (به انگلیسی: USS Shamrock (1863)) یک کشتی بود که طول آن ۲۰۵ فوت (۶۲ متر) بود. این کشتی در سال ۱۸۶۳ ساخته شد.